# Терещенко Наталія Митрофанівна
Наталка Терещенко (1908, Волгоградська область — 1987) — вчена мовознавиця, дослідниця самодійських мов, дружина ненецького просвітителя Сяраті.

## Життєпис
Уродженка Волгоградської області. Була направлена на вчительські курси до Архангельська.
З 1930 працювала вчителькою в Тельвісці Ненецького автономного округу.
У 1931 направлена на навчання до Північного відділення Педінституту ім. Герцена до Санкт-Петербургу.
З 1933  викладала ненецьку мову в Інституті народів Півночі.
Під час війни була евакуйована до села Мухіно Кіровської області, де працювала вихователькою дитячого садка.
У 1942 направлена до Омського педагогічного інституту, де працювала деканом факультету народів Півночі і завідувачкою кафедри північних мов.
З 1945 завідувачка кафедри угро-самодійських мов факультету народів Півночі Санкт-Петербурзького університету.
У 1968 захистила докторську дисертацію на тему: «Питання лексики ненецької мови і принципи побудови двомовних словників мов різних систем з різною письмовою традицією».